# Заксетен
Заксетен (нем. Saxeten) — коммуна в Швейцарии, в кантоне Берн. 
Входит в состав округа Интерлакен. Население составляет 105 человек (на 31 декабря 2006 года). Официальный код — 0591.